# Madeleine M. Joullié

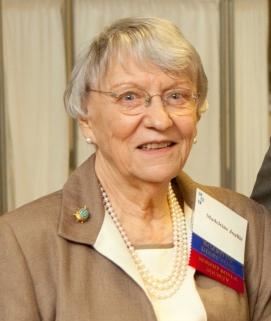
Madeleine M. Joullié 2013

Madeleine Mireille Joullié (* 29. März 1927 in Paris) ist eine ursprünglich aus Frankreich stammende und in Brasilien aufgewachsene US-amerikanische Chemikerin. Sie wirkt seit über 60 Jahren an der University of Pennsylvania und ist dort seit 1974 Professorin auf Lebenszeit für Organische Chemie.

## Leben
Madeleine Mireille Joullié wurde 1927 in Paris geboren. Bedingt durch die Arbeit ihres Vaters, eines internationalen Geschäftsmanns, war die Familie viel auf Reisen und ließ sich schließlich in Brasilien dauerhaft nieder. Madeleine wuchs in einer beschützten und reglementierten Umgebung in Rio de Janeiro auf, wo sie eine Privatschule besuchte. Zum Studium schickte ihr Vater sie 1945 nach Boston ans Simmons College. 1949 machte sie hier ihren Bachelorabschluss in Chemie und wechselte danach an die University of Pennsylvania. Sie spezialisierte sich in Organischer Chemie, erreichte ihren Masterabschluss 1950 und promovierte 1953 unter Allan Russell Day.
Nach ihrer Promotion erhielt sie an der Universität eine Anstellung als Lehrkraft für Studenten des Grundstudiums und wurde 1957 Forschungsassistentin. Es dauerte bis 1968, als sie den Status eines Associate-Professor erreichte und sie war 1974 die erste Frau an einer großen US-amerikanischen Universität, die eine Professur auf Lebenszeit für Organische Chemie erhielt; eine Position, die sie noch heute (2014) an der University of Pennsylvania bekleidet. Neben ihrer über 60-jährigen Lehrtätigkeit lag der Forschungsschwerpunkt auf der Chemie und Synthese von Heterocyclen, Cyclopeptiden und Didemninen. Sie synthetisierte so unter anderem das Virostatikum Tiloron und das Antibiotikum Furanomycin. Weiterhin wurden in ihrem Labor Analoga des Ninhydrins erforscht und synthetisiert, die zur Erstellung von Fingerabdrücken benutzt werden können, da die im Schweiß vorkommenden Aminosäuren mit Ninhydrin oder deren Analoga zu Farbstoffen reagieren und so die Finger- bzw. Handabdrücke sichtbar machen.

## Auszeichnungen (Auswahl)
- 1978: Garvan-Olin-Medaille (American Chemical Society)
- 1994: Henry Hill Award (American Chemical Society)[5]
- 1998: Award for Encouraging Women into Careers in the Chemical Sciences (American Chemical Society)[6]
- 2002: Arthur C. Cope Scholar Award. (American Chemical Society)[7]
- 2005: Aufnahme in die American Academy of Arts and Sciences
- 2009: Edward Leete Award (American Chemical Society)[8]

## Werke
- Mit Allan Russell Day: Organic Chemistry. D. Van Nostrand, Princeton, N.J. 1960.